# Canon Ixus

Logo von Canons „IXUS“-Modellreihe

Den Namen IXUS führte das japanische Unternehmen Canon 1996 als Bezeichnung ihrer APS-Kompaktkameras ein. Seit 2000 findet diese Bezeichnung als Canon Digital IXUS auch für eine Modellreihe von sehr kompakten Digitalkameras Verwendung. In den USA und Kanada werden diese IXUS-Modelle unter den Bezeichnungen Elph (APS) bzw. PowerShot Digital Elph (digital), in Japan unter dem Label Ixy vermarktet. Die APS-Spiegelreflexkameras aus dem Hause Canon hießen EOS IX. Die IXUS-Modellreihe zeichnet sich durch ihre kompakte Bauweise und ausgefallenes Design aus.
Parallel gibt es in Europa eine zweite Produktgruppe mit dem Namen PowerShot, die sich bis Ende 2008 eher an leistungsbewusste Benutzer richtete.

## APS-Kameras

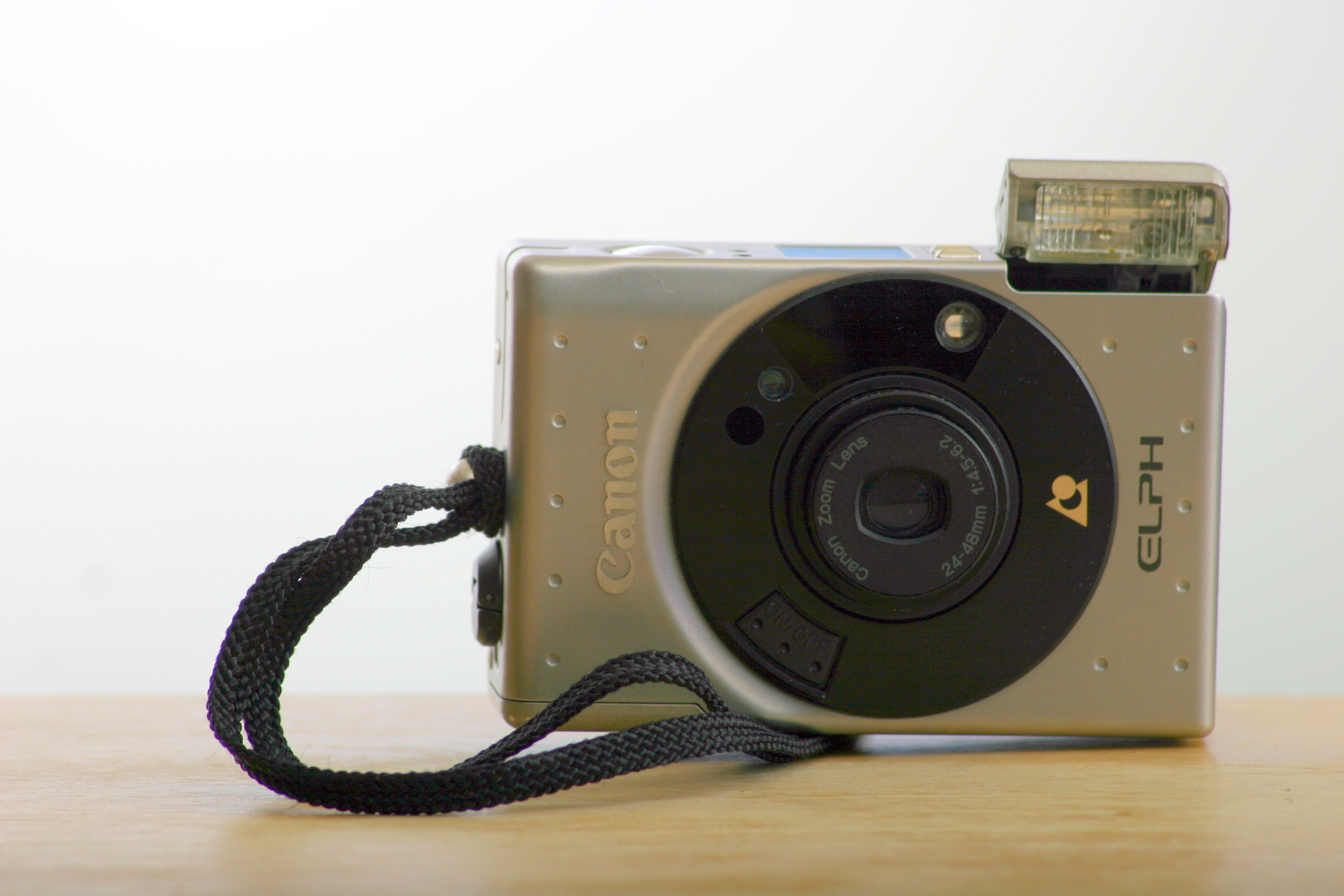
APS-Ixus-Kamera für den amerikanischen Markt (Elph)

- IXUS (1996)
- IXUS Z90 (1996)
- IXUS AF-S (1996)
- IXUS FF25 (1996)
- IXY GE (1997)
- Z60 IX (1997)
- IXUS L-1 (1997)
- IXUS Limited Kit (1997)
- IXUS Z70 (1998)
- IXUS M-1 (1998)
- IXUS AF (1999)
- IXUS FF (1999)
- IXUS II (1999)
- IXUS X-1 (1999)
- IXUS Z50 (2000)
- IXUS Z65 (2001)
- IXUS Concept Summer (2002)
- IXUS Concept Arancia (2002)
- IXUS III (2002)

## Digitalkameras
| Europa              | USA                 | Japan               | Markt- einführung | Sensor (Megapixel) | Brennweite (KB), Zoom, Blende | Speicher- medium  | Maße [mm]          | Besonderheiten                                                                                                | Bild (Vorderseite) | Bild (Rückseite) |
| ------------------- | ------------------- | ------------------- | ----------------- | ------------------ | ----------------------------- | ----------------- | ------------------ | --- | ------------------ | ---------------- |
| Digital IXUS        | Powershot S100      | IXY Digital         | Juni 2000         | 2 MP               | 35–70 mm (2×) f/2.8-4.0       | CF-Card           | 87 × 57 × 26,9     | ISO 100, 3-Point-AiAF Auto-Shutter 1–1/1500s 10-s-Self-Timer, 1,5″-LCD                                        |                    |                  |
| Digital IXUS V      | Powershot S110      | IXY Digital 200     | April 2001        | 2 MP               | 35–70 mm (2×) f/2.8-4.0       | CF-Card           | 87 × 57 × 26,9     | AutoISO 100/150 Video, Ton (max. 30 s) StitchAssist, DirectPrint                                              | Ixus v             |                  |
| Digital IXUS V²     | Powershot S200      | IXY Digital 200a    | März 2002         | 2 MP               | 35–70 mm (2×) f/2.8-4.0       | CF-Card           | 87 × 57 × 26,9     | Manual ISO 50–400 Lagesensor Shutter 15–1/1500s                                                               |                    |                  |
| Digital IXUS V³     | Powershot S230      | IXY Digital 320     | August 2002       | 3 MP               | 35–70 mm (2×) f/2.8-4.0       | CF-Card           | 87 × 57 × 26,7     | Manual ISO 50–400 9-Punkt-AiAF, DIGIC 20 fps Video (30 s/3 min)                                               |                    |                  |
| Digital IXUS II     | Powershot SD100     | IXY Digital 30      | Mai 2003          | 3,2 MP             | 35–70 mm (2×) f/2.8-3.9       | SD-Card           | 85,0 × 56,0 × 23,9 | Manual ISO 50–400 60 s Audio-Memo Lautsprecher                                                                |                    |                  |
| Digital IXUS IIs    | Powershot SD110     | IXY Digital 30a     | Februar 2004      | 3,2 MP             | 35–70 mm (2×) f/2.8-3.9       | SD-Card           | 85,0 × 56,0 × 23,9 | Quickshot-Funktion, PictBridge-Button                                                                         |                    |                  |
| Digital IXUS 300    | Powershot S300      | IXY Digital 300     | Dez 2000          | 2,1 MP             | 35–105 mm (3×) f/2.7-4.7      | CF-Card           | 94,8 × 62,5 × 29,9 | AutoISO (100/150), 3-Punkt-AiAF, Exif 1.1                                                                     |                    |                  |
| Digital IXUS 330    | Powershot S330      | IXY Digital 300a    | März 2002         | 2 MP               | 35–105 mm (3×) f/2.7-4.7      | CF-Card           | 94,8 × 62,5 × 31,5 | ISO 50–400, Langzeitbelichtung, Lagesensor, Exif 2.2, Histogramm                                              |                    |                  |
| Digital IXUS 400    | Powershot S400      | IXY Digital 400     | Feb 2003          | 4 MP               | 36–108 mm (3×) f/2.8-4.9      | CF-Card           | 87,0 × 57,0 × 27,8 | 9-Punkt-AiAF, DIGIC, Video 320×160 @ 3 min                                                                    |                    |                  |
| Digital IXUS 430    | Powershot S410      | IXY Digital 450     | Feb 2004          | 4 MP               | 36–108 mm (3×) f/2.8-4.9      | CF-Card           | 87,0 × 57,0 × 27,8 | 320×240 video, Movie-Print-Modus, Passbild-Funktion Print/Share-button                                        |                    |                  |
| Digital IXUS 500    | Powershot S500      | IXY Digital 500     | Feb 2004          | 5 MP (1/1,8″)      | 36–108 mm (3×) f/2.8-4.9      | CF-Card           | 87,0 × 57,0 × 27,8 | 640×480 video Print/Share-button                                                                              |                    |                  |
| Digital IXUS 700    | Powershot SD500     | IXY Digital 600     | Feb 2005          | 7,1 MP (1/1,8″)    | 37–111 mm (3×) f/2.8-4.9      | SD-Card           | 89,5 × 57,0 × 26,5 | USB 2.0 |                    |                  |
| Digital IXUS 750    | Powershot SD550     | IXY Digital 700     | Aug 2005          | 7,1 MP (1/1,8″)    | 37–111 mm (3×) f/2.8-4.9      | SD-Card           | 89,5 × 57,0 × 26,5 | ISO 50–400 2,5″-LCD                                                                                           |                    |                  |
| Digital IXUS 800 IS | Powershot SD700 IS  | IXY Digital 800 IS  | April 2006        | 6 MP (1/2,5″)      | 35–140 mm (4×) f/2.8-5.5      | SD-Card           | 90,4 × 56,5 × 26,4 | optische Bildstabilisierung, ISO 80–800                                                                       |                    |                  |
| Digital IXUS 850 IS | Powershot SD800 IS  | IXY Digital 900 IS  | Sept 2006         | 7,1 MP (1/2,5″)    | 28–105 mm (3,8×) f/2.8-5.8    | SD-Card SDHC      | 89,5 × 58,0 × 25,1 | optische Bildstabilisierung, ISO 1600, DIGIC III, Gesichtserkennung                                           |                    |                  |
| Digital IXUS 900 Ti | Powershot SD900     | IXY Digital 1000    | Sept 2006         | 10 MP (1/1,8″)     | 37–111 mm (3×) f/2.8-4.9      | SD-Card SDHC      | 91,2 × 56,9 × 28,2 | Titanlegierung, ISO 3200, 1024×768-Video, DIGIC III, Gesichtserkennung                                        |                    |                  |
| Digital IXUS 950 IS | Powershot SD850 IS  | IXY Digital 810 IS  | Juni 2007         | 8 MP               | 35–140 mm (4×) f/2.8-4.9      | SD-Card SDHC      | 90 × 57 × 26       | Nachfolger der Ixus 800IS ISO 1600, Gesichtserkennung, Time-Lapse-Movie                                       |                    |                  |
| Digital IXUS 860 IS | Powershot SD870 IS  | IXY Digital 910 IS  | Sept 2007         | 8 MP (1/2,5″)      | 28–105 mm (3,8×) f/2.8-5.8    | SD-Card SDHC      | 92,6 × 58,8 × 25,9 | Nachfolgerin der Ixus 850 IS, ISO 1600, Auto-ISO-Shift, 3″-LCD                                                |                    |                  |
| Digital IXUS 960 IS | Powershot SD950 IS  | IXY Digital 2000 IS | Sept 2007         | 12,1 MP (1/1,8″)   | 36–133 mm (3,7×) f/2.8-5.8    | SD-Card SDHC      | 95,9 × 59,9 × 27,6 | Nachfolgerin der Ixus 900Ti, Titanlegierung, ISO 1600, Auto-ISO-Shift, opt. Bildstabilisierung                |                    |                  |
| Digital IXUS 970 IS | Powershot SD890 IS  | IXY Digital 820 IS  | April 2008        | 10 MP              | 37–185 mm (5×) f/3.2-5.7      | SD-Card SDHC      | 95,4 × 57,2 × 27,4 | DIGIC III; 2,5″-LCD; ISO 3200                                                                                 |                    |                  |
| Digital IXUS 870 IS | Powershot SD880 IS  | IXY Digital 920 IS  | September 2008    | 10 MP (1/2,5″)     | 28–112 mm (4×) f/2.8-5.8      | SD-Card SDHC      | 94 × 57 × 24       | DIGIC 4 Nachfolgerin der 860 IS                                                                               |                    |                  |
| Digital IXUS 980 IS | Powershot SD990 IS  | IXY Digital 3000 IS | September 2008    | 14,7 MP (1/1,8″)   | 36–133 mm (3,7×) f/2.8-5.8    | SD-Card SDHC      | 98 × 62 × 28       | DIGIC 4, Manual control, 2,5″-PureColor-LCD-II Nachfolgerin der 960 IS                                        |                    |                  |
| Digital IXUS 110 IS | Powershot SD960 IS  | IXY Digital 510 IS  | März 2009         | 12,1 MP            | 28–112 mm (4×) f/2.8-5.8      | SD-Card SDHC      | 98 × 54 × 22       | DIGIC 4, 2,8″-LCD, 720p-HD-Video, HDMI, Superfein-Komprimierung weggefallen seit 2009 Nachfolgerin der 870 IS |                    |                  |
| Digital IXUS 990 IS | Powershot SD970 IS  | IXY Digital 830 IS  | März 2009         | 12,1 MP            | 37–185 mm (5×) f/3.2-5.7      | SD-Card SDHC      | 96 × 57 × 26       | DIGIC 4, 3″-LCD, 720p-HD-Video, HDMI Nachfolgerin der 970 IS                                                  |                    |                  |
| Digital IXUS 200 IS | Powershot SD980 IS  | IXY Digital 930 IS  | September 2009    | 12,1 MP            | 24–120 mm (5×) f/2.8-5.9      | SD-Card SDHC      | 100 × 53 × 23      | 3″-Touchscreen-LCD 720p-HD-Video, HDMI                                                                        |                    |                  |
| IXUS 210            | Powershot SD3500 IS | IXY 10S             | Februar 2010      | 14,1 MP            | 24–120 mm (5×) f/2.8-5.9      | SD / SDHC / SDXC  | 99 × 56 × 22       | 3,5″-Touchscreen-LCD; 720p-HD-Video                                                                           |                    |                  |
| IXUS 300 HS         | Powershot SD4000 IS | IXY 30S             | Mai 2010          | 10 MP              | 28–105 mm (3,8×) f/2.0-5.3    | SD / SDHC / SDXC  | 100 × 54 × 24      | Back Illuminated CMOS-Sensor 3,0″-LCD; 720p-HD-Video                                                          |                    |                  |
| IXUS 1000 HS        | Powershot SD4500 IS | IXY 50S             | September 2010    | 10 MP              | 36-360 mm (10×) f/3.4-5.6     | SD / SDHC / SDXC  | 101 × 58 × 22      | Jubiläumsmodell mit 10-fach-Zoom; 1080p-Full-HD-Video Back Illuminated CMOS-Sensor; 3,0″-LCD                  |                    |                  |
| IXUS 310 HS         | ELPH 500 HS         | IXY 31S             | Februar 2011      | 12,1 MP            | 24-105 mm (4,4×) f/2.0-5.8    | SD / SDHC / SDXC  | 101 × 55 × 25      | Edelstahl; 1080p-Full-HD-Video Super Slow Motion Movie; 3.2″-Touchscreen-LCD                                  |                    |                  |
| IXUS 1100 HS        | ELPH 510 HS         | IXY 51S             | August 2011       | 12,1 MP            | 28-336 mm (12×) f/3.4-5.9     | SD-Card SDHC SDXC | 99 × 59 × 22       | 12-fach-Zoom                                                                                                  |                    |                  |

### Ultra-Kompakt-Modelle
| Europa              | USA                 | Japan              | Markt- einführung | Sensor (Megapixel) | Brennweite (KB), Zoom, Blende | Speicher- medium  | Maße [mm]          | Besonderheiten                                                                                                  | Bild (Vorderseite) | Bild (Rückseite) |
| ------------------- | ------------------- | ------------------ | ----------------- | ------------------ | ----------------------------- | ----------------- | ------------------ | --- | ------------------ | ---------------- |
| Digital IXUS 30     | Powershot SD200     | IXY Digital 40     | September 2004    | 3,2 MP             | 35–105 mm (3×) f/2.8-4.9      | SD-Card           | 85,8 × 53,4 × 21,1 | DIGIC II, 2"-LC-Display, Liest 4 GB SD 133× CnMemory Gold                                                       |                    |                  |
| Digital IXUS 40     | Powershot SD300     | IXY Digital 50     | September 2004    | 4 MP               | 35–105 mm (3×) f/2.8-4.9      | SD-Card           | 86 × 53 × 20,7     | DIGIC II, 2"-LC-Display                                                                                         |                    |                  |
| Digital IXUS 50     | Powershot SD400     | IXY Digital 55     | Februar 2005      | 5 MP               | 35–105 mm (3×) f/2.8-4.9      | SD-Card           | 86 × 53 × 20,7     | DIGIC II |                    |                  |
| Digital IXUS 55     | Powershot SD450     | IXY Digital 60     | August 2005       | 5 MP               | 35–105 mm (3×) f/2.8-4.9      | SD-Card           | 86 × 54 × 22       | DIGIC II |                    |                  |
| Digital IXUS 60     | Powershot SD600     | IXY Digital 70     | März 2006         | 6 MP               | 35–105 mm (3×) f/2.8-4.9      | SD-Card           | 86 × 53,5 × 21,7   | Außer Display technisch gleich IXUS 65, hat aber einen optischen Sucher (IXUS 65 nicht)                         |                    |                  |
| Digital IXUS 65     | Powershot SD630     | IXY Digital 80     | April 2006        | 6 MP               | 35–105 mm (3×) f/2.8-4.9      | SD-Card           | 90,3 × 56,8 × 20,2 | DIGIC II, 3″-LC-Display                                                                                         |                    |                  |
| Digital IXUS 70     | Powershot SD1000    | IXY Digital 10     | März 2007         | 7,1 MP             | 35–105 mm (3×) f/2.8-4.9      | SD-Card (SDHC)    | 85,9 × 53,5 × 19,4 | DIGIC III, optischer Sucher, Zeitraffer-Videos                                                                  |                    |                  |
| Digital IXUS 75     | Powershot SD750     | IXY Digital 90     | März 2007         | 7,1 MP             | 35–105 mm (3×) f/2.8-4.9      | SD-Card (SDHC)    | 91,6 × 56,8 × 19,6 | DIGIC III, Zeitraffer-Videos, 3″-PureColor-LCD                                                                  |                    |                  |
| Digital IXUS 80 IS  | Powershot SD1100 IS | IXY Digital 20 IS  | März 2008         | 8 MP               | 38–114 mm (3×) f/2.8-4.9      | SD-Card (SDHC)    | 86,8 × 54,8 × 22,0 | DIGIC III, optische Bildstabilisierung                                                                          |                    |                  |
| Digital IXUS 85 IS  | Powershot SD770 IS  | IXY Digital 25 IS  | April 2008        | 10 MP              | 35–105 mm (3×) f/2.8-4.9      | SD-Card (SDHC)    | 86,0 × 54,0 × 20,4 | DIGIC III, optischer Sucher, 2,5″-LCD                                                                           |                    |                  |
| Digital IXUS 90 IS  | Powershot SD790 IS  | IXY Digital 95 IS  | April 2008        | 10 MP              | 35–105 mm (3×) f/2.8-4.9      | SD-Card (SDHC)    | 91,6 × 56,8 × 20,9 | DIGIC III, 3″-LCD                                                                                               |                    |                  |
| Digital IXUS 95 IS  | Powershot SD1200 IS | IXY Digital 110 IS | März 2009         | 10 MP              | 35–105 mm (3×) f/2.8-4.9      | SD-Card (SDHC)    | 86 × 55 × 22       | DIGIC 4, 2,5″-LCD, Superfein-Komprimierung weggefallen seit 2009                                                |                    |                  |
| Digital IXUS 100 IS | Powershot SD780 IS  | IXY Digital 210 IS | März 2009         | 12,1 MP            | 33–100 mm (3×) f/3.2-5.8      | SD-Card (SDHC)    | 87 × 56 × 18       | DIGIC 4, 2,5″-LCD, 1280x720 HD-Video, HDMI                                                                      |                    |                  |
| Digital IXUS 120 IS | Powershot SD940 IS  | IXY Digital 220 IS | September 2009    | 12,1 MP            | 28–112 mm (4×) f/2.8-5.9      | SD-Card (SDHC)    | 89 × 55 × 20       | DIGIC 4, 2,7″-LCD, 1280x720 HD-Video, HDMI                                                                      |                    |                  |
| IXUS 105            | Powershot SD1300 IS | IXY 200F           | Februar 2010      | 12,1 MP            | 28–112 mm (4×) f/2.8-5.9      | SD-Card SDHC SDXC | 91 × 56 × 22       | DIGIC 4, 2,7″-LCD, 4 Farben kein HD-Video!                                                                      |                    |                  |
| IXUS 130            | Powershot SD1400 IS | IXY 400F           | Februar 2010      | 14,1 MP            | 28–112 mm (4×) f/2.8-5.9      | SD-Card SDHC SDXC | 92 × 56 × 18       | DIGIC 4, 2,7″-LCD, 1280×720 HD-Video, 4 Farben, besonders dünnes Modell                                         |                    |                  |
| IXUS 132            | ELPH 115 IS         |                    | 2014              | 16 MP              | 28–224 mm (8×) f/3.2-6.9      | SD-Card SDHC SDXC | 92 × 56 × 18       | DIGIC 4, 2,7″-LCD, 1280×720 HD-Video, 4 Farben, besonders dünnes Modell                                         |                    |                  |
| IXUS 115 HS         | ELPH 100 HS         | IXY 210F           | Februar 2011      | 12,1 MP            | 28-112 mm (4×) f/2.8-5.9      | SD-Card SDHC SDXC | 93 × 56 × 20       | 1080p Full HD-Video; 3.0″ PureColor II LCD Super Slow Motion Movie                                              |                    |                  |
| IXUS 117 HS         |                     |                    | Februar 2011      | 12,1 MP            | 28-112 mm (4×) f/2.8-5.9      | SD-Card SDHC SDXC | 93 × 56 × 20       | Sondermodell baugleich zu Ixus 115; 1080p Full HD-Video; 3.0″ PureColor II LCD Super Slow Motion Movie          |                    |                  |
| IXUS 220 HS         | ELPH 300 HS         | IXY 410F           | Februar 2011      | 12,1 MP            | 24-120 mm (5×) f/2.7-5.9      | SD-Card SDHC SDXC | 92 × 56 × 20       | DIGIC 4; silber, schwarz, rot; 2.7″ LCD; NB-4L                                                                  |                    |                  |
| IXUS 230 HS         | ELPH 310 HS         | IXY 600F           | August 2011       | 12,1 MP            | 28-224 mm (8×) f/3.0-5.9      | SD-Card SDHC SDXC | 96 × 57 × 22       | DIGIC 4; div. Farben; 3.0″ LCD; NB-4L                                                                           |                    |                  |
| IXUS 125 HS         | ELPH 110 HS         |                    | Februar 2012      | 16,1 MP            | 24-120 mm (5×) f/2.7-5.9      | SD-Card SDHC SDXC | 93 × 57 × 20       | DIGIC 5; div. Farben; 3.0″ LCD; Face-ID; NB-11L                                                                 |                    |                  |
| IXUS 240 HS         | ELPH 320 HS         |                    | Februar 2012      | 16,1 MP            | 24-120 mm (5×) f/2.7-5.9      | SD-Card SDHC SDXC | 94 × 57 × 21       | DIGIC 5; div. Farben; 3.2″ Touchscreen; Face-ID; NB-11L; WLAN                                                   |                    |                  |
| IXUS 500 HS         | ELPH 520 HS         | IXY Digital 3      | Februar 2012      | 10,1 MP            | 28-336 mm (12×) f/3.4-5.6     | microSD           | 87 × 54 × 19       | DIGIC 5; blau, rot, schwarz, silber; 3.2″ LCD; Face-ID; NB-9L 16,1 MP Sensor von dem nur ein Teil genutzt wird  |                    |                  |
| IXUS 510 HS         | ELPH 530 HS         |                    | Februar 2012      | 10,1 MP            | 28-336 mm (12×) f/3.4-5.6     | microSD           | 86 × 54 × 20       | DIGIC 5; schwarz, weiß; 3.2″ Touchscreen; Face-ID; NB-9L; WLAN 16,1 MP Sensor von dem nur ein Teil genutzt wird |                    |                  |

| Europa               | USA            | Japan          | Markt- einführung | Sensor (Megapixel) | Brennweite (KB), Zoom, Blende | Speicher- medium | Maße [mm]          | Besonderheiten                  | Bild (Vorderseite) | Bild (Rückseite) |
| -------------------- | -------------- | -------------- | ----------------- | ------------------ | ----------------------------- | ---------------- | ------------------ | ------------------------------- | ------------------ | ---------------- |
| Digital IXUS i       | Powershot SD10 | IXY Digital L  | September 2003    | 4 MP               | 38 mm f/2.8                   | SD-Card          | 90,3 × 47,0 × 18,5 | 4 Farbvarianten, ohne opt. Zoom |                    |                  |
| Digital IXUS i5      | Powershot SD20 | IXY Digital L² | September 2004    | 5 MP               | 39 mm f/2.8                   | SD-Card          | 90 × 47 × 19       | ohne opt. Zoom                  |                    |                  |
| Digital IXUS i Zoom  | Powershot SD30 | IXY Digital L3 | September 2005    | 5 MP               | 38–90 mm (2,4×) f/3.2-5.4     | SD-Card          | 96 × 45 × 24       | DIGIC II, 1,8″-LC-Display       |                    |                  |
| Digital IXUS i7 Zoom | Powershot SD40 | IXY Digital L4 | September 2006    | 7,1 MP             | 38–90 mm (2,4×) f/3.2-5.4     | SD-Card (SDHC)   | 96 × 45 × 24       | ISO 1600, DIGIC III             |                    |                  |

### Wireless-Modelle

Logo der Digital Ixus 50

| Europa                | USA                      | Japan                | Markteinführung | Sensor (Megapixel) | Brennweite (KB), Zoom, Blende | Speicher- medium | Maße [mm]    | Besonderheiten | Bild (Vorderseite) | Bild (Rückseite) |
| --------------------- | ------------------------ | -------------------- | --------------- | ------------------ | ----------------------------- | ---------------- | ------------ | -------------- | ------------------ | ---------------- |
| Digital IXUS Wireless | Powershot SD430 Wireless | IXY Digital Wireless | Oktober 2005    | 5 MP               | 35–105 mm (3×) f/2.8–4.9      | SD-Card          | 99 × 54 × 22 | WLAN           |                    |                  |

## CHDK-Firmware-Aufsatz
Findigen Programmierern gelang es, durch Analyse der Firmware den Funktionsumfang der Ixus-Kameras deutlich zu erweitern. Diese Modifikation ist als CHDK (Canon Hack Development Kit) bekannt und erlaubt neben der Speicherung von Bildsensorinhalten im RAW-Dateiformat die Veränderung aller kameraspezifischen Einstellungen bis an die von der internen Hardwareplattform vorgegebenen Grenzen. Durch die Einbettung der Scriptsprachen BASIC und Lua ist es auch möglich, eigene Abläufe zu erstellen. CHDK erfreut sich großer Popularität für Zeitrafferaufnahmen, bei der Stereofotografie und der Amateur-Luftbildfotografie. CHDK wird als Ordnerstruktur auf der SD-Karte abgelegt und beim Einschalten der Kamera nur in den flüchtigen Speicher (RAM) des Gerätes geladen; die Original-Firmware bleibt dabei unverändert erhalten.